# Léon Degrelle
Léon Joseph Marie Ignace Degrelle (født 15. juni 1906 i Bouillon, Belgien, død 31. marts 1994 i Málaga, Spanien) var en belgisk højreekstrem journalist og forfatter. Han grundlade og ledte den fascistiske Rex-bevægelse og blev senere officer i Waffen-SS på Østfronten. Han blev dømt til døden in absentia 1944, flygtede via Danmark og Norge til Spanien, hvor han fik varigt ophold.